# Ascot (Berkshire)

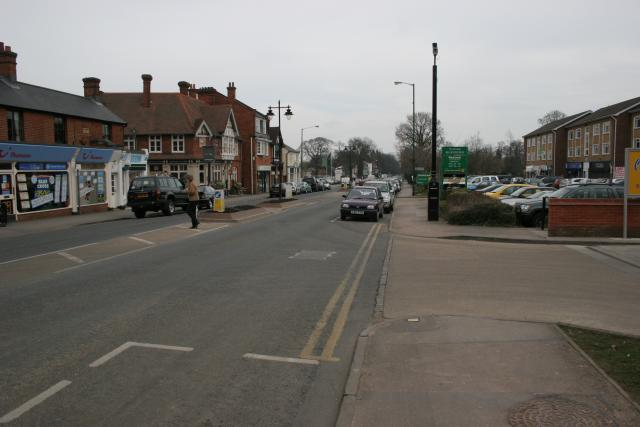
Die Hauptstraße von Ascot ca. 2008

Ascot ist ein kleiner Ort in dem Parish Sunninghill and Ascot im Borough Windsor and Maidenhead, Berkshire, England. Die Region ist in drei Gebiete unterteilt: Ascot, North Ascot und South Ascot. Bei der Volkszählung 2001 hatte Ascot zusammen mit Sunninghill 11.603 Einwohner.
Ascot ist bekannt für die Royal-Ascot-Rennwoche, die seit dem 11. August 1711 auf dem Ascot Racecourse veranstaltet wird.

## Persönlichkeiten
- Boris Beresowski (1946–2013), russischer Unternehmer und Politiker, wohnte und starb hier
- Georgina Singleton (* 1977), Judoka
- Andrew Rose (* 1978), Fußballspieler
- Sarah Harding (1981–2021), Sängerin, Songwriterin, Tänzerin, Model und Schauspielerin
- Daniel Meyers (* 1983), Eishockeyspieler
- Tom Kimber-Smith (* 1984), Autorennfahrer
- Nick Hendrix (* 1985), Schauspieler